# Boston Breakers (WUSA)
Die Boston Breakers waren eine US-amerikanische Frauenfußballmannschaft aus Boston, die in der Women’s United Soccer Association spielte. Das Team trug seine Heimspiele im Nickerson Field aus, das sich auf dem Campus der Boston University befindet.

## Geschichte
Das Franchise wurde im Jahr 2000 gegründet und nahm im April 2001 den Spielbetrieb in der neu geschaffenen Women’s United Soccer Association (WUSA) auf. Zur Namensfindung wurde ein Wettbewerb durchgeführt, den die fünfzehnjährige Laura DeDonato aus Easton, Massachusetts mit ihrem Vorschlag „Boston Breakers“ gewann.
In der dritten und letzten Saison der WUSA erzielten die Breakers ihre beste Saisonbilanz mit 10 Siegen, 7 Unentschieden und 4 Niederlagen und belegten nach der regulären Saison den ersten Platz. In den Play-offs unterlag das Team jedoch dem späteren Sieger Washington Freedom.
Nachdem die Liga aufgrund finanzieller Probleme ihren Spielbetrieb einstellte, wurde das Team im September 2003 aufgelöst.

## Saisonstatistiken
| Jahr | Liga | Regular Season | Play-offs          | Zuschauerschnitt |
| ---- | ---- | -------------- | ------------------ | ---------------- |
| 2001 | WUSA | 6. Platz       | nicht qualifiziert | 8.102            |
| 2002 | WUSA | 6. Platz       | nicht qualifiziert | 8.120            |
| 2003 | WUSA | 1. Platz       | Halbfinale         | 6.931            |

## Bekannte Spielerinnen
- Tracy Ducar
- Ragnhild Gulbrandsen
- Kristine Lilly
- Maren Meinert
- Dagny Mellgren
- Kate Sobrero
- Bettina Wiegmann